# Anemone tschernaewii
Anemone tschernaewii là một loài thực vật có hoa trong họ Mao lương. Loài này được (Czern.) Regel mô tả khoa học đầu tiên năm 1884.